# Менчинская, Наталья Александровна
Наталья Александровна Менчинская (15 января 1905, Ялта — 6 июля 1984, Москва) — советский учёный-психолог, доктор психологических наук (1952), профессор, член-корреспондент Академии педагогических наук СССР (1968).
Специалист в области возрастной и педагогической психологии, одна из основательниц психологии обучения в СССР. Автор более 100 научных работ.

## Биография
Родилась 15 января 1905 года в Ялте в семье земского врача.
В 1927 году окончила Крымский педагогический институт (ныне Крымский федеральный университет имени В.И. Вернадского) и продолжила обучение в аспирантуре Института научной педагогики при 2-м Московском государственном университете (с 1930 года), где под руководством советского психолога Л. С. Выготского защитила кандидатскую диссертацию по проблеме развития арифметических операций у школьников.
По окончании аспирантуры, с 1930 года, преподавала в Уральском индустриально-педагогическом институте (ныне Уральский государственный педагогический университет). С 1932 года Наталья Менчинская работала в Москве в Институте психологии АПН РСФСР (ныне Психологический институт РАО) заведовала лабораторией психологии учения и умственного развития школьника (1937—1981). В 1952 году защитила докторскую диссертацию «Психология обучения арифметике», которая была издана отдельным учебником в 1955 году. С 1955 по 1965 год была ученым секретарем и заместителем директора института по научной работе.
Умерла 6 июля 1984 года в Москве. Похоронена в Москве на Ваганьковском кладбище.

## Труды
Исследования Н. А. Менчинской были связаны с важными проблемами: развитие психики ребёнка и психология учения. Три её монографии были удостоены премий Академии педагогических наук. Основные публикации учёного:
- «Психология обучения арифметике» (1955);
- «Психология усвоения знаний в школе» (в соавторстве с Д. Н. Богоявленским, 1959);
- «Вопросы методики и психологии обучения арифметике в начальных классах» (в соавторстве с М. И. Моро, 1965);
- «Вопросы умственного развития ребёнка» (1970);
- «Психологические проблемы активности личности в обучении» (1971);
- «Психологические проблемы неуспеваемости школьников» (1971).